# Columna Ibèria
La Columna «Ibèria» va ser una unitat de milícies que va operar al començament de la Guerra civil espanyola.

## Història
La columna va ser creada al setembre de 1936, composta per efectius de la Federació Anarquista Ibèrica (FAI) de Llevant. Va estar organitzada en centúries que actuaven sota la direcció d'un comitè de guerra, del qual formaven part coneguts anarquistes com Vicente Sanchís, Modest Mameli o José Padilla. Fins i tot, va arribar a comptar amb serveis propis de proveïment i sanitat, així com amb un hospital de campanya amb 72 llits per a ferits.
La columna va marxar al capdavant de Terol, on va romandre la major part de la seva existència. Amb posterioritat quedaria sota el comandament del coronel Jesús Velasco Echave, comandant de la columna «Torres-Benedito». No va arribar a intervenir en l'ofensiva republicana sobre Terol, al desembre de 1936. En la primavera de 1937 la columna va ser militaritzada sense oposició dels seus membres. D'aquesta militarització va sorgir la 81a Brigada Mixta, si bé part dels seus efectius van formar la 94a Brigada Mixta.